# Ischnochiton paululus
Ischnochiton paululus är en blötdjursart som beskrevs av Is. Taki 1938. Ischnochiton paululus ingår i släktet Ischnochiton och familjen Ischnochitonidae. Inga underarter finns listade i Catalogue of Life.